# Upen
Upen is een voormalige gemeente in het Franse departement Pas-de-Calais. Upen omvatte de dorpjes Upen d'Amont en Upen d'Aval en behoort nu tot de gemeente Delettes. Upen ligt in het noorden van de gemeente, zo'n twee kilometer ten noorden van het dorpscentrum van Delettes. Upen d'Amont in het westen en Upen d'Aval in het oosten liggen zo'n kilometer uit elkaar.

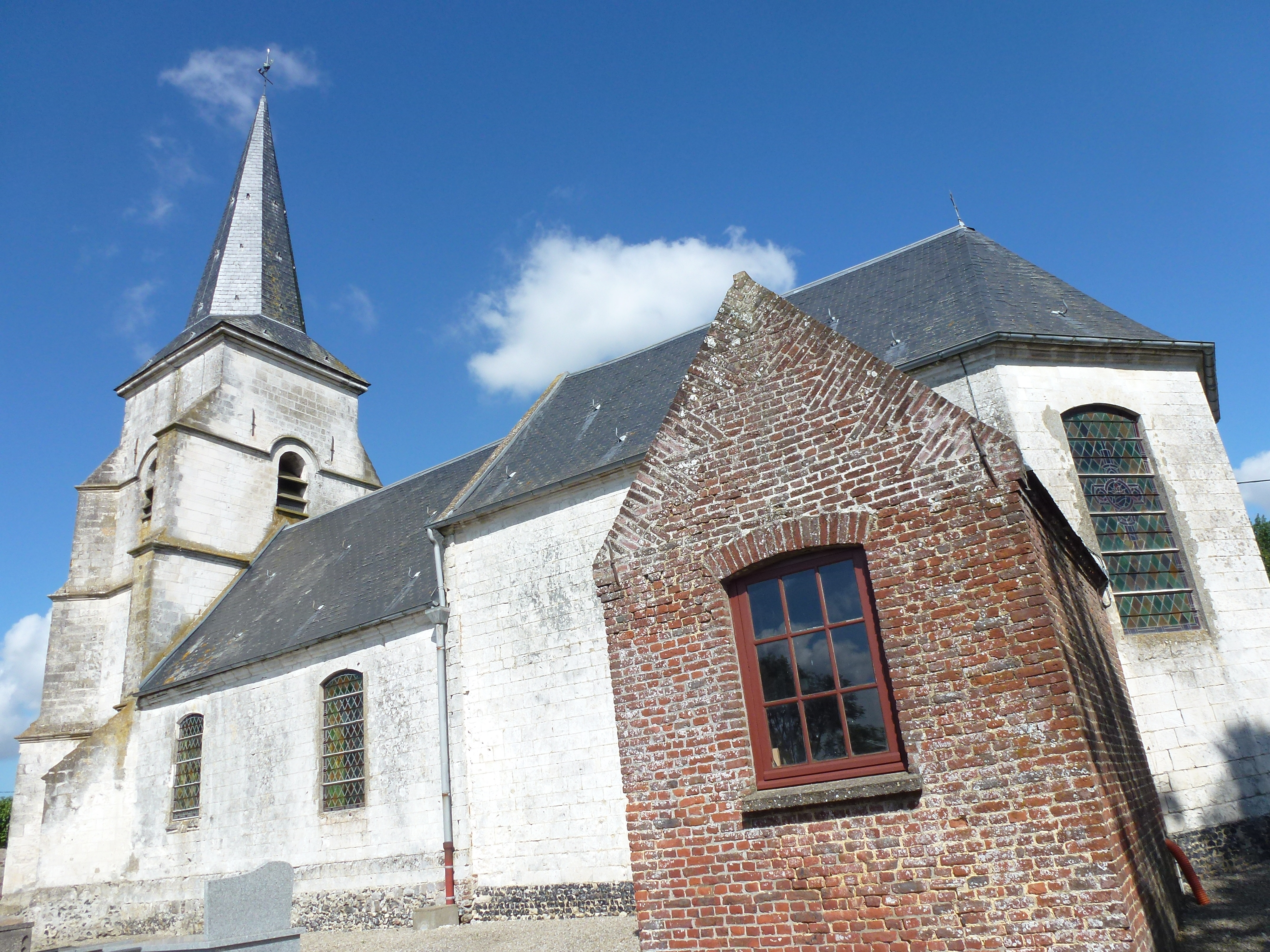
Église Notre-Dame in Upen d'Aval

## Geschiedenis
Oude vermeldingen van de naam dateren uit de 11de eeuw als Uphen, Ophem en Upent. De naam betekent: hoger liggend. Zowel de kerk van Upen d'Amont als die van Upen d'Aval was een hulpkerk van Herbelles. Net ten oosten van Upen d'Aval bevond zich het Château d'Upen.
Op het eind van het ancien régime werd de gemeente Upen opgericht, die de dorpen Upen d'Amont en Upen d'Aval verenigde. In 1822 werd de gemeente Upen (202 inwoners in 1921) al opgeheven en aangehecht bij de gemeente Delettes.
In 1990 raakten beide kerken in Upen beschadigd door onweer. De Église Notre-Dame-de-l'Assomption van Upen d'Aval werd gerestaureerd; de in 1960 reeds buiten dienst gestelde Église Notre-Dame-de-la-Nativité van Upen d'Amont was te zwaar beschadigd en werd gesloopt.

## Bezienswaardigheden
- De Église Notre-Dame de l'Assomption in Upen d'Aval

Delettes · Upen d'Amont · Upen d'Aval · Westrehem

Lijst van Franse gemeenten · Arrondissement Sint-Omaars · Pas-de-Calais · Hauts-de-France